# Celana (Caprino Bergamasco)
Celana è una frazione del comune di Caprino Bergamasco.
È nota principalmente per la chiesa parrocchiale intitolata a santa Maria Assunta dove è costudita l'Assunzione della Vergine dipinta da Lorenzo Lotto.
La frazione è posta a 1,31 km dal capoluogo caratterizzato dalla grande struttura del Collegio Convitto Celana, fondato nel 1579 per volere di san Carlo Borromeo ed è uno dei più importanti esempi di architettura scolastica; è stato utilizzato come location delle prime quattro edizioni del programma televisivo italiano Rai, Il Collegio.